# Satoshi Kajino
Satoshi Kajino (jap. 梶野 智, Kajino Satoshi; * 9. November 1965 in der Präfektur Aichi) ist ein ehemaliger japanischer Fußballspieler.

## Karriere
Kajino erlernte das Fußballspielen in der Schulmannschaft der Okazaki Josei High School und der Universitätsmannschaft der Landwirtschaftsuniversität Tokio. Seinen ersten Vertrag unterschrieb er 1988 bei Yanmar Diesel (heute: Cerezo Osaka). Der Verein spielte in der höchsten Liga des Landes, der Japan Soccer League. Am Ende der Saison 1990/91 stieg der Verein in die Division 2 ab. 1994 wurde er mit dem Verein Meister der Japan Football League und stieg in die J1 League auf. 1994 erreichte er das Finale des Kaiserpokals. Für den Verein absolvierte er 205 Spiele. 1998 wechselte er zum Ligakonkurrenten Consadole Sapporo. Am Ende der Saison 1998 stieg der Verein in die J2 League ab. Für den Verein absolvierte er 49 Spiele. Ende 1999 beendete er seine Karriere als Fußballspieler.

## Erfolge
Cerezo Osaka
- Kaiserpokal

Finalist: 1994